# Aartsbisdom Monreale
Het aartsbisdom Monreale (Latijn: Archidioecesis Montis Regalis; Italiaans: Arcidiocesi di Monreale) is een in Italië gelegen rooms-katholiek aartsbisdom met zetel in de stad Monreale in de provincie Palermo, op het eiland Sicilië. Het bisdom behoort tot de kerkprovincie Palermo en is, samen met de bisdommen Cefalù, Mazara del Vallo en Trapani, suffragaan aan het aartsbisdom Palermo.

## Geschiedenis
Het aartsbisdom Monreale werd in 1183, op initiatief van koning Willem II van Sicilië en zijn kanselier Matthew van Ajello, door paus Lucius III opgericht. Monreale moest als koningsgezind aartsbisdom politiek tegenwicht bieden tegen het aartsbisdom Palermo, waar de aartsbisschop naar oud kerkelijk recht niet door de koning, maar door het domkapittel werd gekozen. Het in 1176 door Willem II opgerichte klooster S. Maria Nuova was het centrum van het aartsbisdom.
In de 18e eeuw verrezen talrijke bouwwerven onder impuls van aartsbisschop Francesco Testa. Deze was naast aartsbisschop ook heer van Monreale. Buiten de Roomse Kerk voerde hij een urbanisatieplan voor de stad uit.
Tot 2 december 2000 was Monreale een metropolitaan aartsbisdom. Op die datum hief paus Johannes Paulus II met de apostolische constitutie Ad maiori consulendum de kerkprovincie Monreale op. Het werd suffragaan aan Palermo, maar behield de status van aartsbisdom.

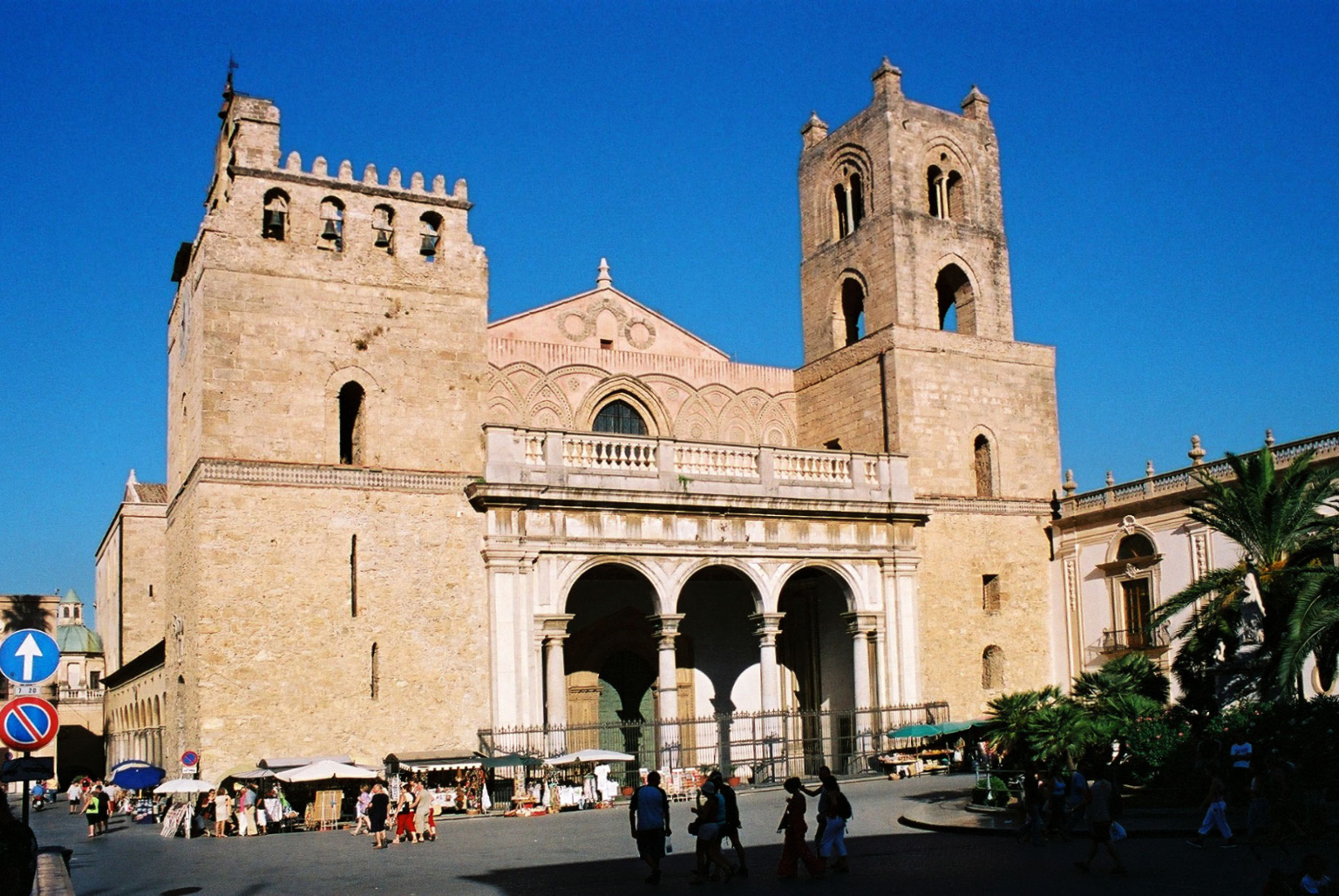
Dom van Monreale
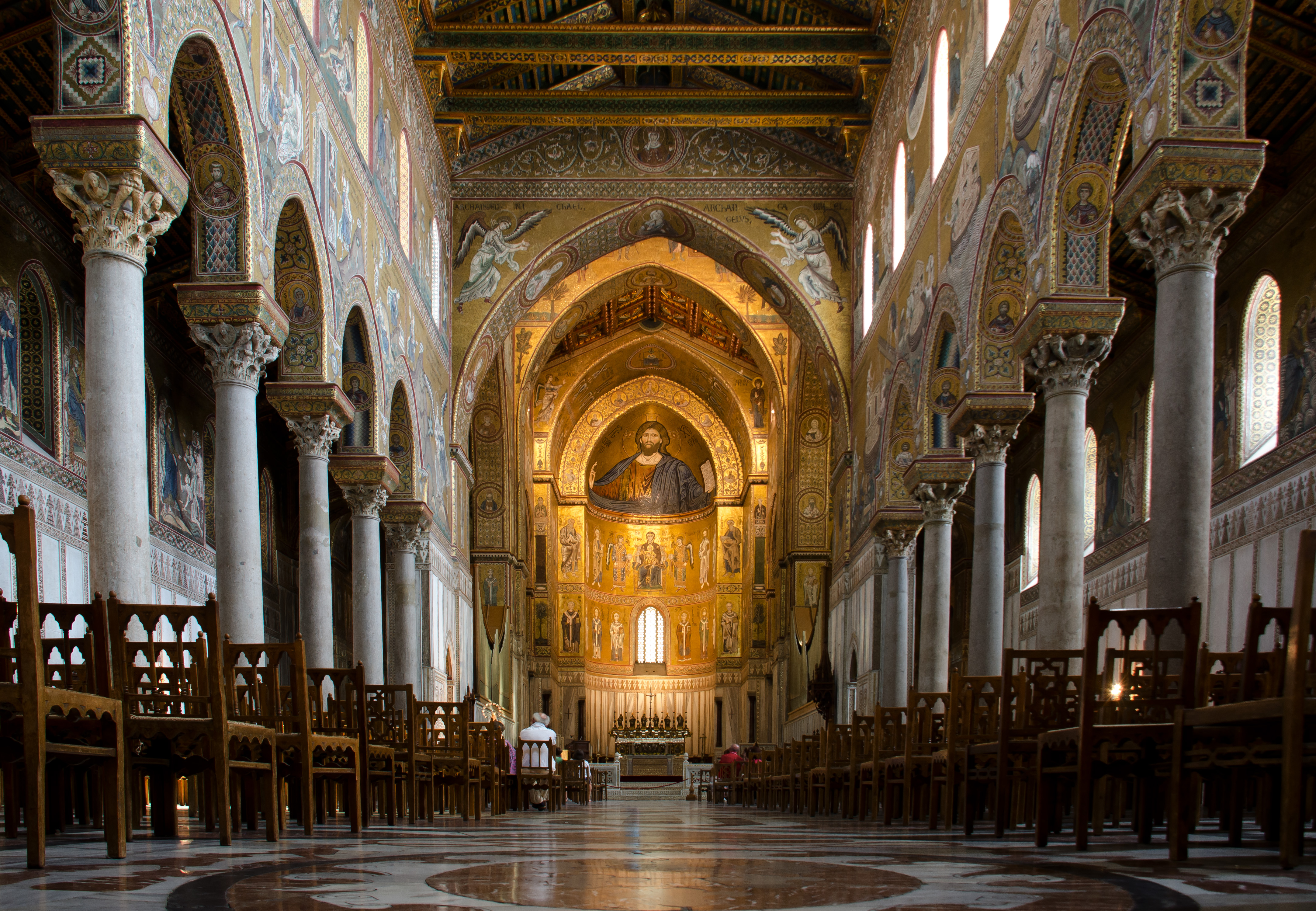